# Rubén Bascuñán
Rubén Eduardo Bascuñán Riveros (Santiago, 23 febbraio 1982) è un ex calciatore cileno, di ruolo centrocampista.